# João de Azevedo Sovereira Zuzarte
João de Azevedo Sovereira Zuzarte foi um Governador Civil de Faro entre 18 de Janeiro de 1868 e 29 de Setembro de 1869.